# Sankt Thomas am Blasenstein
Pour les articles homonymes, voir Sankt Thomas.
Sankt Thomas am Blasenstein est une commune autrichienne du district de Perg en Haute-Autriche.